# マハーヴィディヤー
マハーヴィディヤー（Mahāvidyā）は、インド神話に登場する十大女神の総称。大母神ドゥルガーまたはカーリー自身またはデーヴィー（Devī）の娘たち。サンスクリット名は「輝く広大な知識を持つ者」を意味する。

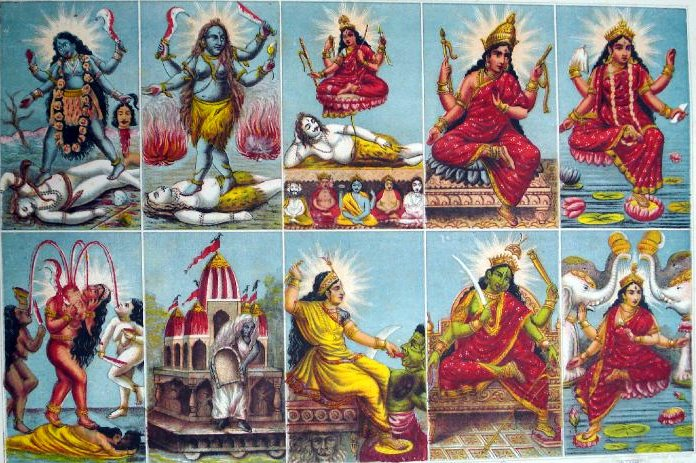
マハーヴィディヤー。左から：カーリー、ターラー、トリプラスンダリー、ブヴァネーシュヴァリー、バイラヴィー、チンナマスター、トゥーマーヴァティー、バガラームキー、マータンギー、カマラートミカ。

## 構成

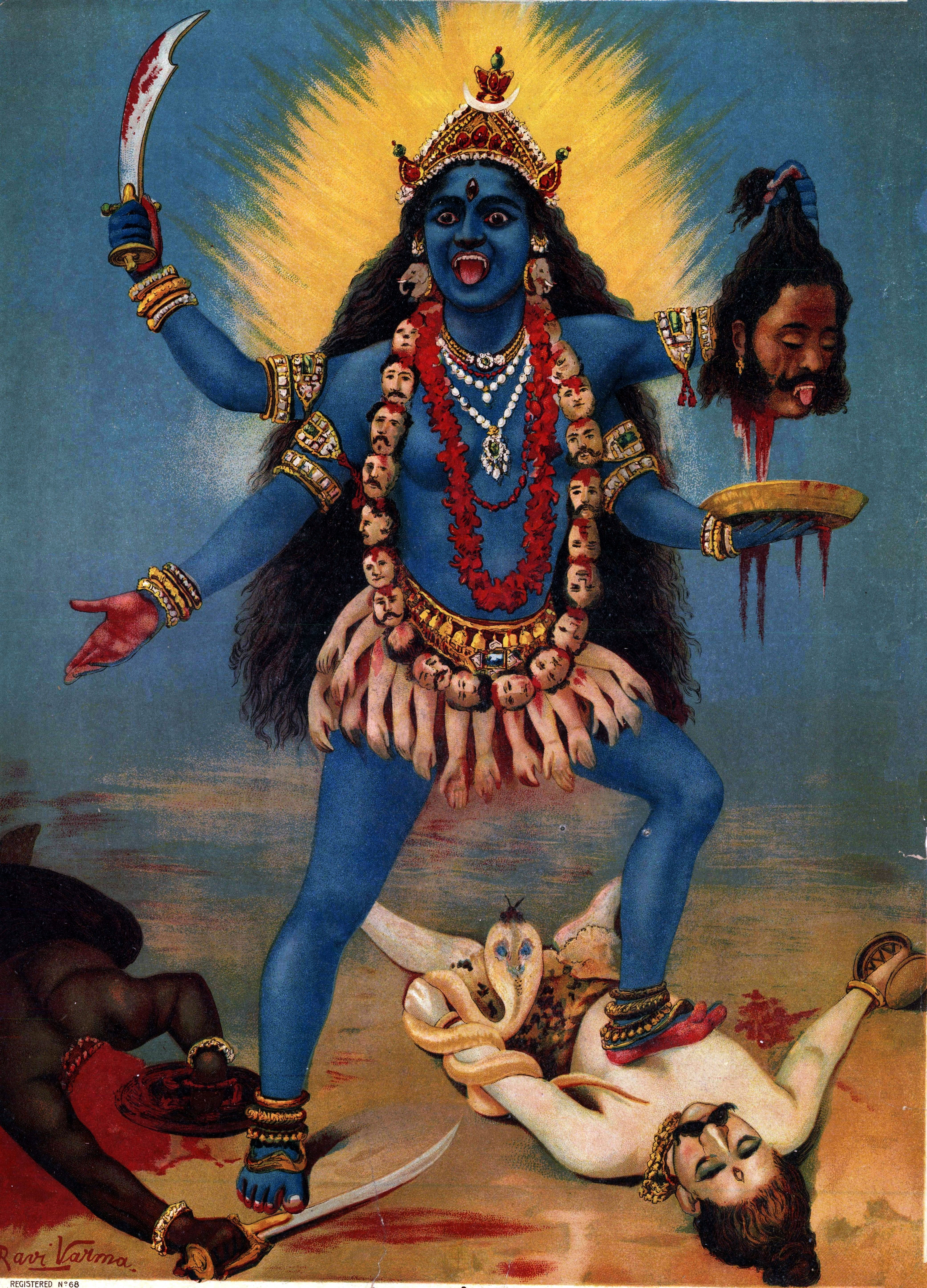
カーリー、第一番目のマハーヴィディヤー

1. カーリー（血と酒と殺戮を好む戦いの女神。）
2. ターラー（時間と空間を司り、再生の可能性を示す者であり、マハーバーラタにおいてはマガダ国の都市の守護女神。）
3. トリプラスンダリー（英語版）（美と三都の女神。）
4. ブヴァネーシュヴァリー（英語版）（宇宙で最も強力な女神。）
5. バイラヴィー（英語版）（あらゆる望みを実現してくれる女神。）
6. チンナマスター（英語版）（自分の頭を右手の刀で切断する女神。）
7. トゥーマーヴァティー（英語版）（寡婦と死を司る女神。）
8. バガラームキー（英語版）（知恵と闘いの女神。）
9. マータンギー（英語版）（福徳を司る女神。）
10. カマラートミカ（英語版）（蓮華の女神。）